# Russ Whitman
Russ Whitman (eigentlich Russell Whitman) ist ein US-amerikanischer Jazz-Musiker (Saxophone und Klarinette, Gesang) des Hot Jazz. Er spielt alle Arten von Saxophonen (Alt, Tenor, Sopran, Bariton, Bass).

## Leben und Wirken
Whitman wuchs in Chicago auf und studierte Anfang der 1960er Jahre Physik an der Harvard University (wo er auch promoviert wurde), spielte aber schon damals Oldtime Jazz, was er auch neben seinem Berufsleben fortsetzte. Whitman war hauptberuflich bis zu seiner Pensionierung Physiklehrer und auch Computer-Programmierer. Nach seiner Pensionierung zog er von Chicago nach Ansonia (Connecticut).
Er war seit 1972 an über 30 Alben als Musiker beteiligt (häufig in der Chicago Jazz Band des Musikprofessors, Jelly-Roll-Morton-Spezialisten und Pianisten James Dapogny, in der er Klarinette und Tenor- und Baritonsaxophon spielte, aber auch als Sänger hervortrat) und hat auf zahlreichen Oldtime-Jazzfestivals in den USA gespielt.
1971 gewann er den Rising Star Award des Down-Beat-Kritiker Polls in der Sparte diverse Instrumente für sein Spiel auf dem Bass-Saxophon.
1982 begleitete er Sippie Wallace auf ihrem Album Sippie (das für den Grammy nominiert wurde). Zurzeit spielt er in der Galvanized Jazz Band, die aus Musikern aus dem Raum Connecticut besteht.